# Gianysada
Gianysada (greco: Γιανυσάδα) è un'isola greca disabitata, la più orientale delle Dionisiadi, situata a nord-est di Creta e amministrativamente appartenente a Sitía.

## Geografia
Posta a 14 km nord di Sitía, è largo 1 km e lunga 3,2. L'isola è un'area ambientale protetta e ospita piante e animali rari come il falco eleonorae.